# Rhoonsche Veer

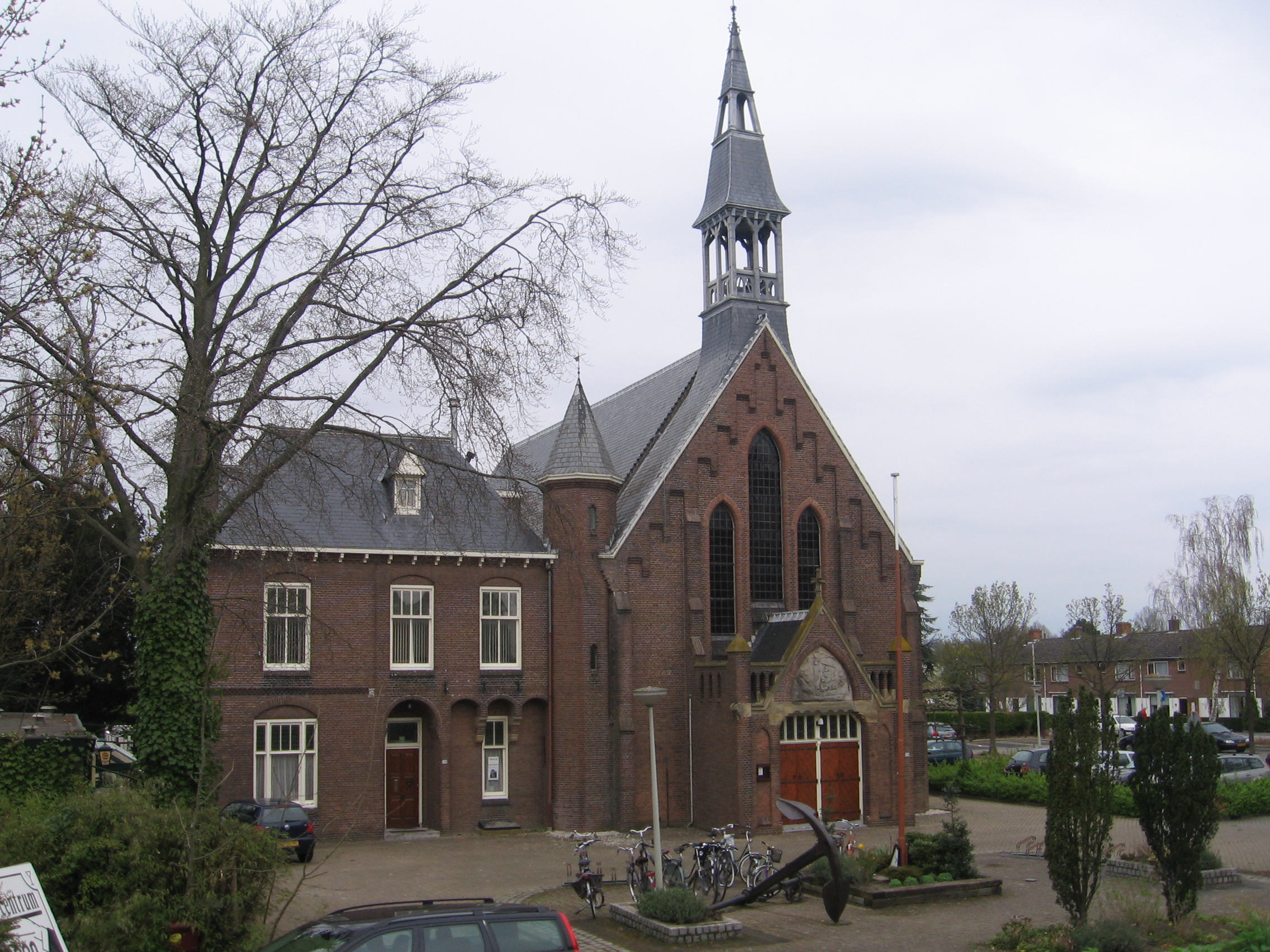
De Sint-Willibrorduskerk aan de Dorpsdijk

't Rhoonsche Veer is een voormalig gehucht dat lag iets ten zuiden van het centrum van het dorp Rhoon. De naam verwijst naar de veerpont tussen Rhoon en Oud-Beijerland.
Het gehucht ontwikkelde zich aanvankelijk rond de rooms-katholieke kerk. Na de Reformatie verloren de Katholieken hun kerk aan de Protestantse meerderheid in Rhoon, maar de toenmalige Heer van Rhoon Hans Willem Bentinck gaf ze de gelegenheid om een nieuwe kerk te bouwen nabij de veerpont. De huidige Sint-Willibrorduskerk is gebouwd in 1893-1894.
Met de uitbreiding en de bouw van verschillende nieuwe woonwijken in vooral de tweede helft van de 20e eeuw, groeide het gehucht aan het dorp Rhoon vast. Rhoonsche Veer als gehucht bestaat niet meer en het is nu een deel van het dorp zelf. De veerpont Rhoonsveer bestaat wel nog steeds en vaart naast Oud-Beijerland ook naar natuurgebied Klein Profijt en Spijkenisse.